# DAZN
DAZN（国际音标：/dəˈzoʊn/）是一家总部位于英国的跨国OTT服务提供商，主要提供体育赛事直播和隨選視訊（VOD）服务。

## 简介
DAZN是英国Perform Group旗下的子公司，2015年7月8日成立于英国伦敦。2016年8月10日，DAZN首先在奥地利、德国和瑞士推出服务，8月23日落地日本。目前DAZN在奥地利、德国、瑞士、日本、台灣、加拿大、美国和意大利提供赛事直播和隨選視訊服务，并拥有众多赛事在上述地区的版权。

## 旗下頻道

### 台灣
2023年7月17日，DAZN台灣版上線，並於同年7月27日接替Eleven OTT在台灣的串流轉播服務。2024年3月1日起，原隸屬於Eleven Sports的3個頻道ELEVEN 1、ELEVEN 2、ELEVEN PLUS，分別更名為DAZN 1、DAZN 2、DAZN 3。在有線電視及IPTV平台轉播的賽事除了僅取得有線電視或IPTV平台授權的賽事之外，皆會在OTT平台上同步以賽事串流的形式轉播。
| 頻道名稱    | 開台日期     | 收看方式                                               |
| ----------- | ------------ | ------------------------------------------------------ |
| DAZN 1      | 2024年3月1日 | 部分有線電視（73頻道）                                 |
| DAZN 2      | 2024年3月1日 | 部分有線電視（74頻道） 中華電信 MOD（214台，電視直播） |
| DAZN 3      | 2024年3月1日 | 中華電信 MOD（211台，電視直播）                        |
| NFL Network |              | OTT專屬頻道                                            |
| DAZN格鬥    |              | OTT專屬頻道                                            |
| Unbeaten    |              | OTT專屬頻道                                            |
| Red Bull TV |              | OTT專屬頻道                                            |

#### 主播群
| 體育主播 | 體育主播           | 體育主播 |
| -------- | ------------------ | -------- |
| 陳雄威   | 黃奕傑             | 張鎮麟   |
| 石屹軒   | 林煒珽（自由主播） |          |

## 轉播賽事

### 台灣
- 中華職業棒球大聯盟（CPBL）
  - 樂天桃猿主場賽事（2024年–）
  - 台鋼雄鷹主場賽事（2024年）
  - 中信兄弟主場賽事（2024年–，限串流）
  - 味全龍主場賽事（2024年–，限串流）
  - 統一7-ELEVEN獅主場賽事（2024年–，限串流）
  - 富邦悍將主場賽事（2024年，限串流）
- 企業排球聯賽（2024年–）
- 台灣職業籃球大聯盟（2024年–）

### 日本
- 日本職棒
  - 太平洋聯盟主場賽事（2024年–）
  - 中央联盟主場賽事（广岛东洋鲤鱼除外）
  - 橫濱DeNA海灣之星主場賽事（2024年–，限串流）
- 日本足球聯賽
  - 日本女子職業足球聯賽、日本甲組職業足球聯賽（男子）、日乙、日丙

### 歐美
- 歐洲冠軍聯賽
- 西班牙足球甲级联赛
- 德国足球甲级联赛
- 美國職棒（2024年–，限有線電視）